# Chulsoo et Younghee
Pour plus de détails, voir Fiche technique et Distribution.
Chulsoo et Younghee (철수♡영희, Chulsoo ♡ Younghee) est un film sud-coréen réalisé par Hwang Gyu-deok, sorti le 7 janvier 2005.

## Synopsis
Chulsoo est un petit voyou qui joue toujours des tours aux autres. Un jour, alors qu'il est en train de s'en prendre à quelqu'un comme d'habitude, il rencontre Younghee, une nouvelle élève, qui devient sa camarade de classe. Il commence alors à l'apprécier. Younghee est une fille intelligente qui vit seule avec sa grand-mère. Sa grand-mère est fleuriste et Younghee l'aide à livrer les fleurs. Bien que Younghee semble pleine de vie, ses parents décédés lui manquent énormément. Chulsoo décide de préparer quelque chose pour faire plaisir à Younghee et commence à livrer des journaux.

## Fiche technique
- Titre : Chulsoo et Younghee
- Titre original : 철수♡영희 (Chulsoo ♡ Younghee)
- Réalisation : Hwang Gyu-deok
- Scénario : Teresa Choi, Hwang Gyu-deok, Kim Yun-gyeong, Park Seong-jun
- Musique : Kang Eun-gu
- Photographie : Go Myeong-wuk
- Montage : Hwang Tae-geon
- Société de production : Cine Piazza
- Pays d'origine : Corée du Sud
- Format : Couleurs - 1,85:1 - Dolby Digital - 35 mm
- Genre : Comédie romantique et fantastique
- Durée : 84 minutes
- Date de sortie : 
  - Corée du Sud : 7 janvier 2005

## Distribution
- Jeon Ha-eun : Younghee
- Park Tae-young : Chulsoo
- Park Song-yi : Yoo-ri
- Kim Sang-hoon : Sung-woo